# Лоња
Лоња је река у Хрватској, лева притока Саве. Извире између планина Иваншчице и Калника. Дуга је 132,5 km, a површина слива износи 5.944 km². Протиче брежуљкастим пределом, а затим Лоњским пољем где је део њеног тока паралелан са реком Савом. У доњем току се дели на два рукава од којих се десни Стара Лоња улива у Саву код села Лоња а леви под именом Требеж 5,5 km низводно. Главне притоке су Чесма односно Чазма, Илова, Пакра и Зелина.